# Hôtel Boyer-Fonfrède
L'hôtel Boyer-Fonfrède, ou hôtel Fonfrède, est un hôtel particulier du XVIIIe siècle situé 1, cours du Chapeau-Rouge, à Bordeaux, en France.
Construit entre 1774 et 1778 par l'architecte Victor Louis, et réputé pour son escalier monumental, ce bâtiment fait l’objet d’une inscription au titre des monuments historiques depuis le 8 février 1963.

## Localisation
L'immeuble est situé à un des angles de l'îlot Louis, au 1, cours du Chapeau-Rouge.

## Histoire

### L'îlot Louis
Afin de financer la construction du Grand-Théâtre, le roi Louis XV cède en 1773 une partie du glacis du château Trompette à la ville. Une vaste parcelle allant jusqu'à la Garonne est alors vendue en lots aux plus riches familles de la ville. L'ensemble forme l'îlot Louis, du nom de Victor Louis, l'architecte du Grand-Théâtre, également en charge de l'opération immobilière. Ce dernier s'est aussi réservé la réalisation des hôtels particuliers situés aux extrémités de l'îlot : l'hôtel de Saige, l'hôtel Lamolère et l'hôtel Boyer-Fonfrède.

### Construction de l'hôtel

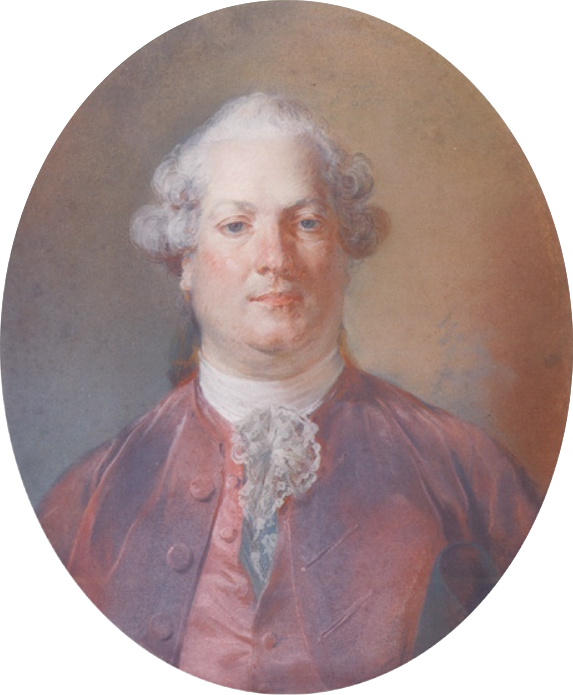
Pierre Boyer-Fonfrède en 1767.

Pierre Boyer-Fonfrède est un riche négociant bordelais, qui possède aussi plantations et esclaves dans les colonies. Il est l'époux de Marie-Caroline Journu, et le père de Jean-Baptiste Boyer-Fonfrède et de François-Bernard Boyer-Fonfrède.
Lors de la vente des terrains, il fait l'acquisition de deux lots, situé à l'angle de l'îlot Louis, un emplacement convoité donnant sur la Garonne et les fossés du Chapeau-Rouge.
L'architecte Victor Louis se charge de réaliser les plans de l'hôtel particulier, dont les travaux s'étalent de 1774 à 1778.

### L'immeuble aujourd'hui
Les étages de l'hôtel particulier ont été divisés en appartements qui appartiennent désormais à plusieurs propriétaires privés.
Le rez-de-chaussée est occupé par des boutiques et par la maison de l'Europe de Bordeaux.

## Architecture

### Extérieur
La façade fait partie d'une façade à programme dessinée par Victor Louis. Dans le cadre de l'îlot Louis, un arrêt du Conseil d’État en date du 7 février 1730 « ordonne qu’il sera bâti sur le port de Bordeaux des maisons de façades uniformes ». En contrepartie la ville s’engage par contrat à ne rien édifier entre cette façade et le fleuve .

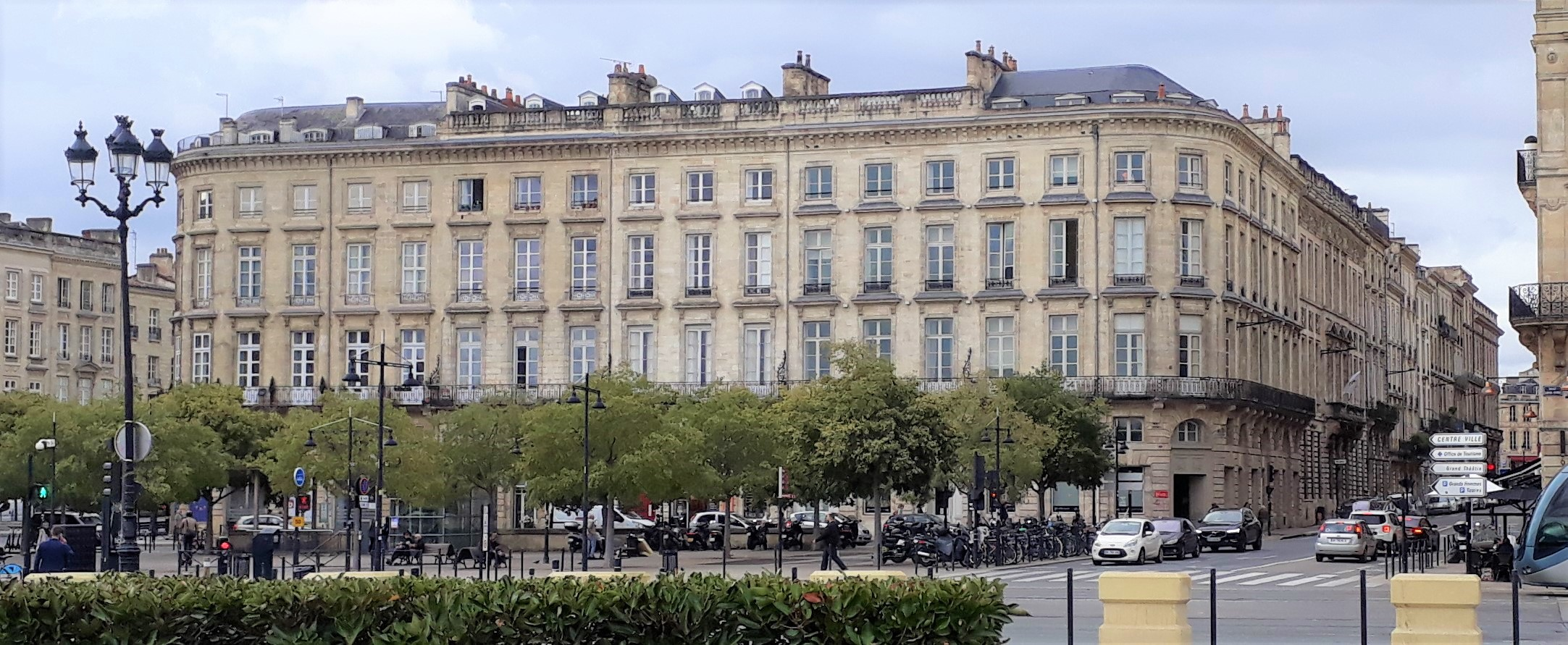
Façade à programme de l'extrémité de l'îlot Louis, dessinée par Victor Louis. L'hôtel Fonfrède est situé dans l'angle de gauche.

La façade, d'architecture néo-classique, marque la sobriété du style Louis XVI. Au rez-de-chaussée des lignes de refend allège le bossage, tandis qu'à l'étage, un balcon file tout au long des immeubles, avec un garde-corps au dessin clair et répétitif. Les fenêtres, simplement moulurées, forment un ensemble élégant plus graphique que plastique.

### Intérieur
La demeure s’organise autour d'un escalier monumental, du vestibule attenant, et d'une cour intérieure.
L'escalier en spirale et sans appui est un chef-d’œuvre de stéréotomie. Il s'élève sur trois niveaux et fit l'admiration de l'Empereur germanique, Joseph II, en visite à Bordeaux. Il devient si célèbre qu'un étranger ayant perdu l'adresse du propriétaire écrivit sur son courrier « À M. Fonfrède, sur son bel escalier à Bordeaux ».
Le vestibule, au murs creusés d'arcatures, est voûté en berceau et décoré de caissons à rosette. Pour son décor, Victor Louis puise dans ses souvenirs des monuments de la Rome antique et de la Renaissance. 

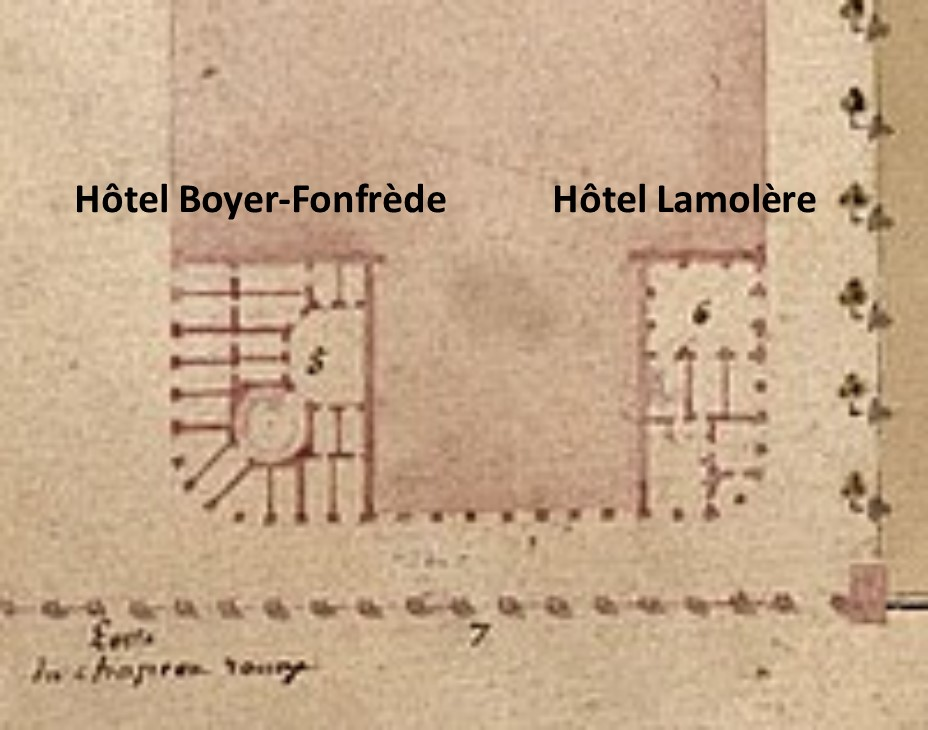
Sur ce plan on distingue bien le vestibule, l'escalier circulaire, ainsi que la cour intérieure, située derrière l'escalier.

## Éléments protégés
Par arrêté du 8 février 1963, sont inscrits à l'inventaire des monuments historiques : les façades et toitures sur rue ; le vestibule ; l'escalier ; et les trois pièces ornées d'un ensemble de boiseries Louis XVI se trouvant au premier étage.